# Tomaž Slovan
Tomaž Slovan, bizantinski vojskovodja in samozvani cesar, ki je v letih 820-823 vodil velik upor proti bizantinskemu cesarju Mihaelu II. Amorijcu, * okoli 760, Gaziura, Bizantinsko cesarstvo, † oktober 823, Arkadiopol, Bizantinsko cesarstvo.  
Rojen je bil v družini maloazijskih Slovanov. Vstopil je v bizantinsko vojsko in se skupaj z bodočima cesarjema Leonom V. Armencem (vladal 813-820) in Mihaelom II. Amorijcem (vladal 820-829) proslavil v uporu Bardana Turka. Po propadu Bardanovega upora leta 803 je izginil s političnega prizorišča in se ponovno pojavil leta 813, ko je prišel na oblast Leon V. in ga povišal na visok poveljniški položaj. Po Leonovem umoru leta 820 si je prestol prisvojil Mihael II.. Tomaž se je temu uprl in zahteval prestol zase in hitro dobil podporo večine tém (vojaško okrožje) in vojske v Mali Aziji. Poleg tega je sklenil zavezništvo tudi z Abasidskim kalifatom.  Po osvojitvi obmorskih tém in njihovih ladjevij je začel oblegati Konstantinopel. Mihael II. je na pomoč poklical bolgarskega vladarja Omurtaga, ki je s svojo vojsko napadel Tomaževo vojsko.  Bolgari so bili z velikimi izgubami odbiti. Ko je nekaj mesecev kasneje prišel na bojišče Mihael s svojo vojsko, je Tomaževa vojska pobegnila, on sam pa je poiskal zatočišče v Arkadiopolu (sedanji Lüleburgaz). Mihaelova vojska ga je kmalu zatem ujela in usmrtila. 
Tomažev upor je bil eden od največjih uporov v zgodovini Bizantinskega cesarstva. Ozadje upora še vedno ni povsem jasno zaradi nasprotujočih si poročil, tudi takih, ki si jih je izmislil Mihael, da bi izkrivil vzroke upora. Motivi in gonilne sile upora so zato zelo različni.  Oxford Dictionary of Byzantium o njih piše: "Tomažev upor različni poznavalci opisujejo kot reakcijo proti ikonoklazmu, socialno revolucijo in splošen upor, upor negrških etničnik skupin, Tomaževe osebne ambicije in njegove želje, da bi maščeval smrt Leona V.". Sporen je tudi vpliv upora na vojaški položaj cesarstva.